# Helge Johansson
Helge „Dempsey” Johansson (Väskinde, 1904. szeptember 8. – Stockholm, 1987. január 6.) svéd jégkorongozó, olimpikon.
Az 1924. évi téli olimpiai játékokon, a jégkorongtornán 4. lett a svéd csapattal. Első mérkőzésükön a svájciakat verték 9–0-ra, utána Kanadától kikaptak 22–0-ra, majd a csehszlovákokat verték 9–3-ra. Ezután jött a négyes döntő, ahol a kanadaiak elleni mérkőzés beszámított, így játszottak az amerikaiak ellen, ami 20–0-s vereség lett, majd a britek is megverték őket 4–3-ra.
Klubcsapatai a Djurgårdens IF (1922–1925) és a Hammarby IF (1925–1928) volt.